# Paul Bocuse
Paul Bocuse, francoski kuharski mojster, * 11. februar 1926, Collonges-au-Mont-d'Or, Francija, † 20. januar 2018, Collonges-au-Mont-d'Or.
Bocuse velja za enega najboljših kuharskih mojstrov 20. stoletja, poleg tega pa tudi za enega najboljših promotorjev francoske kuhinje. Bil je tudi lastnik verige restavracij po celi Franciji, hkrati pa velja za enega največjih mojstrov nouvelle cuisine. Leta 1975 je napisal recept za svetovno znano juho iz tartufov (soupe aux truffes), ki so jo prvič postregli na predsedniški večerji v Elizejski palači. Od takrat naprej juho strežejo v Bocusovi restavraciji pod imenom Soupe V.G.E., V.G.E pa so kratice bivšega francoskega predsednika Valéryja Giscarda d'Estainga.

## Doprinos francoski kulinariki
Bocuse je na francosko kulinariko vplival tako posredno kot neposredno. Bil je mentor mnogim kasneje proslavljenim francoskim kuharjem. Eden od teh je bil Eckart Witzigmann, prvi nemški kuharski mojster, ki je prejel tri michelinove zvezdice. Od leta 1987 velja nagrada Bocuse d'Or za najprestižnejšo nagrado na svetu za kuharske mojstre, njen prejemnik pa še danes neuradno velja za svetovnega prvaka med kuharji. Pri tem velja, da država, katere državljan je dobil to nagrado, prihodnje leto ne sme sodelovati na tem tekmovanju. 
Tudi sam Bocuse je bil večkrat odlikovan za svoj doprinos k uveljavljanju francoske kuhinje, saj velja za ambasadorja sodobne francoske kuhinje. Največje priznanje, ki ga je dobil, je medalja Commandeur de la Légion d'honneur, leta 1961 pa je dobil tudi visoki naziv Meilleur Ouvrier de France.

## Restavracije
Osrednja restavracija Paula Bocusa je luksuzna restavracija l'Auberge du Pont de Collonges v bližini Lyona, v kateri že desetletja strežejo tradicionalni menu. Restavracija je ena redkih v Franciji, ki je pridobila tri zvezdice v vodniku Michelin Guide. V Lyonu ima Bocuse še verigo restavracij in kavarn (brasserie), Le Nord, l'Est, Le Sud ter l'Ouest, od katerih je vsaka specializirana za drug del francoske kuhinje. Eno od restavracij, ki se nahaja v pariškem Disneylandu, vodi Paulov sin.